# 淋巴管發炎
淋巴管發炎（英語：lymphangitis）指的是病灶處到遠端的淋巴系統之間，淋巴管的發炎或感染。最常見的病因是化膿鏈球菌 （A組 鏈球菌），其次為申克氏孢子絲菌 （一種黴菌） 感染。「淋巴管發炎」有時候會被誤稱為「血液有毒」或「血液中毒」。事實上，「血液中毒」指的是敗血症才對。

## 文獻
1. ↑  道兰氏医学词典中的Lymphangitis
2. ↑  Sporothrix spp. Archive.today的存檔，存档日期2013-04-14 Doctor Fungus